# Лукаш Неселовський-Спано
Лукаш Неселовський-Спано (народився 19 вересня 1971 року в Падуї) — польський історик стародавнього світу та античності. Спеціалізується в історії стародавньої Палестини, біблійного Ізраїлю та филистимлян. Директор Інституту історії Варшавського університету (2016—2020). Декан історичного факультету Варшавського університету (з 2020 р.).

## Біографія
В 1997 закінчив Інститут історії Варшавського університету, в 2002 отримав докторський ступінь, а в 2013 — абілітацію. З 2003 р. науковий співробітник Інституту історії Варшавського університету.
З 2008 р. — член Вченої ради Інституту історії. У 2008—2012, 2015—2016 та 2016—2020 роках він також був членом Ради історичного факультету Варшавського університету. У 2016 році він став директором Інституту історії Варшавського університету.
Член редколегії журналів Palamedes (головний редактор) та Scripta Biblica et Orientalia.
Його докторська дисертація під назвою « Міфічне походження святих місць у Старому Завіті» опублікована у 2003 році (Wydawnictwo Akademickie «Dialog», Варшава, 2003 р.), а в 2011 р. — англійською мовою (Origin Myths and Holy Places in the Old Testament, London 2011, London, 2011). Також опублікував, серед іншого, книгу «Спадщина Голіафа. Філистимляни та євреї за біблійних часів» (Серія: Монографії Польського наукового фонду, Торунь, 2012 р.), також видану англійською (Goliath's Legacy. Philistines and Hebrews in Biblical Times, Wiesbaden 2016).
Член Європейської асоціації біблійних досліджень, Католицької біблійної асоціації Америки, Європейської асоціації іудаїстичних досліджень та Товариства біблійної літератури <undefined />.
Активний популяризатор науки: співпрацював, зокрема, з Religia.tv, Польським радіо та радіо TOK FM.
Член Ради з поширення науки при Президії Польської академії наук на період 2019—2022 років..
Нагороджений Срібним хрестом за заслуги (2005 р.).

## Громадська діяльність
Співзасновник громадського руху «Громадяни науки». Від імені «Громадян науки» він був співавтором та одним із редакторів Пакту про науку [Архівовано 21 січня 2022 у Wayback Machine.] (Варшава, 2015 р.) — документа, що діагностує проблеми системи вищої освіти та науки в Польщі та пропонує конкретні методи їх системного вирішення. Часто коментує стан науки та вищої освіти у Польщі як на конференціях, наприклад, у рамках Національного наукового конгресу [Архівовано 13 липня 2019 у Wayback Machine.], так і у традиційних ЗМІ.

## Вибрані публікації
- Mityczne początki miejsc świętych w Starym Testamencie, Warszawa 2003 (Wydawnictwo Akademickie «Dialog»)
- 'Starożytność', w: Historia. Repetytorium (seria: «Matura na 100 %»; Wydawnictwo Szkolne PWN); Warszawa 2005, s. 9-43
- Fenicjanie (wraz z M. Burdajewiczem), серія: «Mitologie Świata», wyd. Rzeczpospolita & New Media Concept, Warszawa 2007
- Starożytna Palestyna: Między Wschodem i Zachodem (red.) M. Münnich, Ł. Niesiołowski-Spanò (Studia Historico-Biblica, 1), Lublin 2008
- Zachować tożsamość. Starożytny Izrael w obliczu obcych kultur i religii (Red.) P. Muchowski, M. Münnich, Ł. Niesiołowski-Spanò (Rozprawy i Studia Biblijne, 31) Warszawa 2008
- Origin Myths and Holy Places in the Old Testament. A Study of Aetiological Narratives (Copenhagen International Seminar), London — Oakville 2011 (Equinox Publishing / Routledge); pb: Routledge 2016
- Dziedzictwo Goliata. Filistyni i Hebrajczycy w czasach biblijnych (Monografie Fundacji na rzecz Nauki Polskiej) Toruń 2012 (Wydawnictwo Naukowe Uniwersytetu Mikołaja Kopernika)
- Goliath's Legacy. Philistines and Hebrews in Biblical Times, (Philippika — Altertumswissenschaftliche Abhandlungen, 83), Wiesbaden 2016 (Harrassowitz Verlag)
- Finding Myth and History in the Bible. Scholarship, Scholars and Errors. Essays in honor of Giovanni Garbini (eds) Ł. Niesiołowski-Spanò, C. Peri, J. West; Sheffield — Oakville 2016 (Equinox Publishing).
- Historia Żydów w starożytności. Od Thotmesa do Mahometa (z Krystyną Stebnicką), Warszawa 2020 (wyd. PWN)